# Comuna Ivanivka, Malîn
Ivanivka (în ucraineană Іванівська сільська рада) este o comună în raionul Malîn, regiunea Jîtomîr, Ucraina, formată din satele Ivanivka (reședința), Jaboci, Neanivka și Rubanka.

## Demografie
Componența lingvistică a comunei Ivanivka
     Ucraineană (97,77%)
     Rusă (2,05%)
     Alte limbi (0,17%)
Conform recensământului din 2001, majoritatea populației comunei Ivanivka era vorbitoare de ucraineană (97,77%), existând în minoritate și vorbitori de rusă (2,05%).